# Kanton Illiers-Combray
Kanton Illiers-Combray (francouzsky Canton d'Illiers-Combray) je francouzský kanton v departementu Eure-et-Loir v regionu Centre-Val de Loire. Tvoří ho 20 obcí.

## Obce kantonu
- Bailleau-le-Pin
- Blandainville
- La Bourdinière-Saint-Loup
- Cernay
- Charonville
- Les Châtelliers-Notre-Dame
- Chauffours
- Épeautrolles
- Ermenonville-la-Grande
- Ermenonville-la-Petite
- Illiers-Combray
- Luplanté
- Magny
- Marchéville
- Méréglise
- Meslay-le-Grenet
- Nogent-sur-Eure
- Ollé
- Saint-Éman
- Sandarville